# Ciclopropanonă
Ciclopropanona este un compus organic cu formula chimică moleculară (CH2)2CO. Este un derivat de ciclopropan ce conține o grupă funcțională cetonă. Compusul este labil, fiind foarte sensibil la acțiunea și celor mai slabi nucleofili. Derivați importanți sunt acetalii.

## Obținere și derivatizare
Ciclopropanona poate fi obținută în urma reacției dintre etenonă (cetenă) și diazometan, la temperatura de −145 °C. Derivații ciclopropanonei sunt de interes în chimia organică. Lipp și colegii săi au reușit apoi să izoleze hidratul ciclopropanonei, obținut în urma reacției de adiție de apă, însă acesta izomerizează rapid la acid propionic. În urma reacției cu metanolul și etanolul (notați cu R-OH) au obținut hemiacetali ai ciclopropanonei:
Ciclopropanonele, ca intermediari de reacție, suferă reacția de transpoziție Favorskii, aceasta fiind o reacție importantă pentru transformarea α-halogenocetonelor ciclice în acizii carboxilici corespunzători.